# Zwart-witte lijstergaai
De zwart-witte lijstergaai (Garrulax bicolor) is een zangvogel uit de familie Leiothrichidae. Het is een bedreigde, endemische vogelsoort op het Indonesische eiland Sumatra.

## Kenmerken
De vogel is 24 tot 28 cm lang. De kop en de borst zijn wit, alleen rond het oog en net boven de snavel op het voorhoofd is de vogel glanzend zwart. De rest van het verenkleed is donker roetkleurig zwartbruin. Het oog is roodachtig en de snavel is zwart en poten zijn zwart tot donker blauwgrijs.

## Verspreiding en leefgebied
Deze soort komt voor in de bergachtige gebieden in het westen van Sumatra. De leefgebieden liggen in montane natuurlijke bossen tussen de 750 en 2000 meter boven zeeniveau. Daar houdt de vogel zich op in de lagere begroeiing.

## Status
De grootte van de populatie werd in 2016 door BirdLife International geschat op 2.500 tot 10.000 individuen en de populatie-aantallen nemen af door jacht. De vogel wordt op grote schaal gevangen voor de kooivogelhandel. Daarnaast is er  habitatverlies door het gemakkelijker toegankelijk maken van het gebied, onder andere door ontbossing. Om deze redenen staat deze soort als bedreigd op de Rode Lijst van de IUCN.